# Musée finlandais du jeu
Le musée du jeu (finnois : Suomen pelimuseo) est un musée situé dans le quartier Tampella de Tampere en Finlande.

## Présentation
Le musée du jeu est consacré à l'histoire du jeu, qui a ouvert en janvier 2017 à Tampere dans les locaux du centre Vapriikki.
Le musée est le résultat d'une coopération de la ville de Tampere, le Musée des médias Rupriikki, Pelikonepeijoonit et l'université de Tampere.
Le musée finlandais du jeu est le premier musée permanent de Finlande axé sur les jeux.

## Galerie

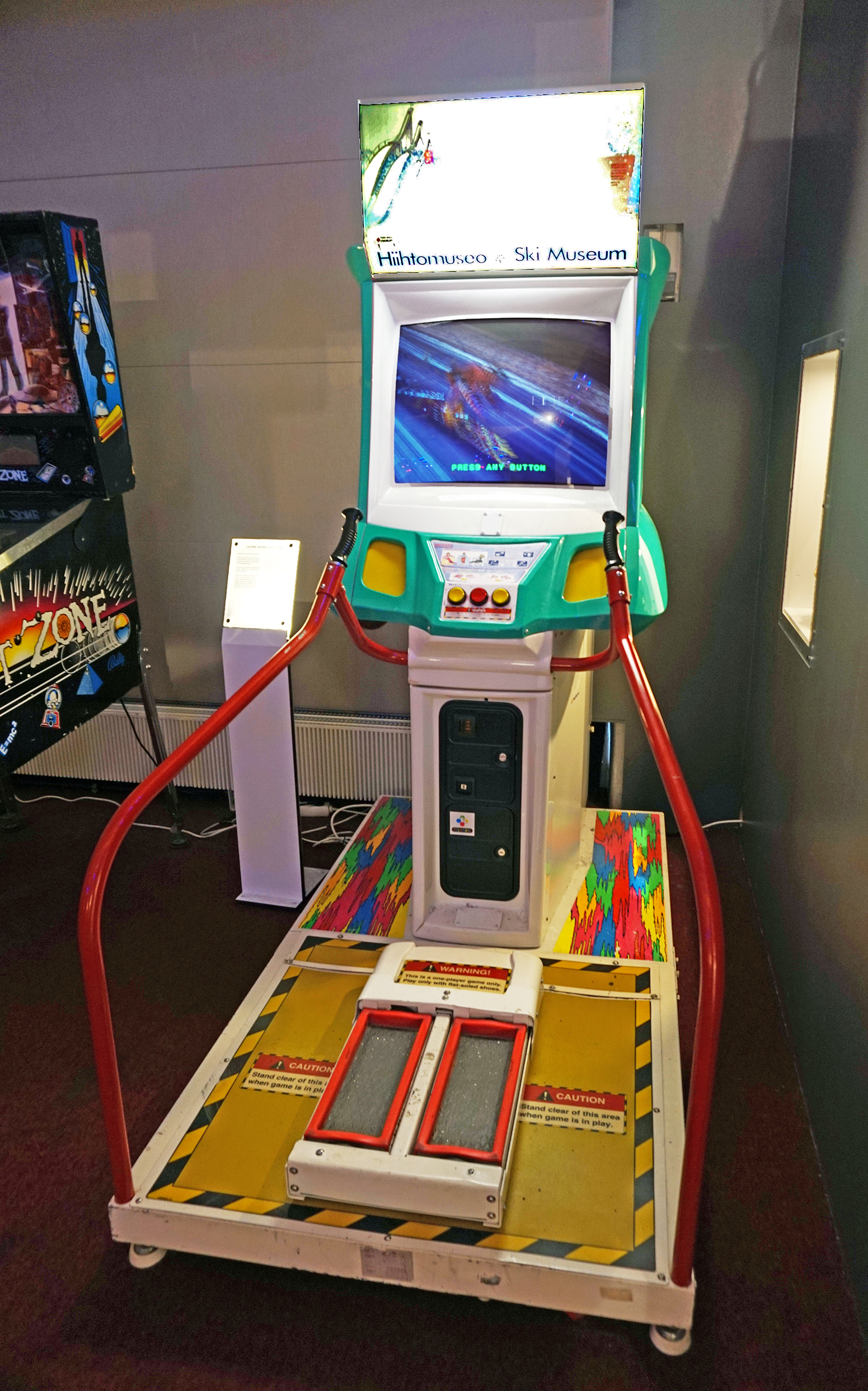
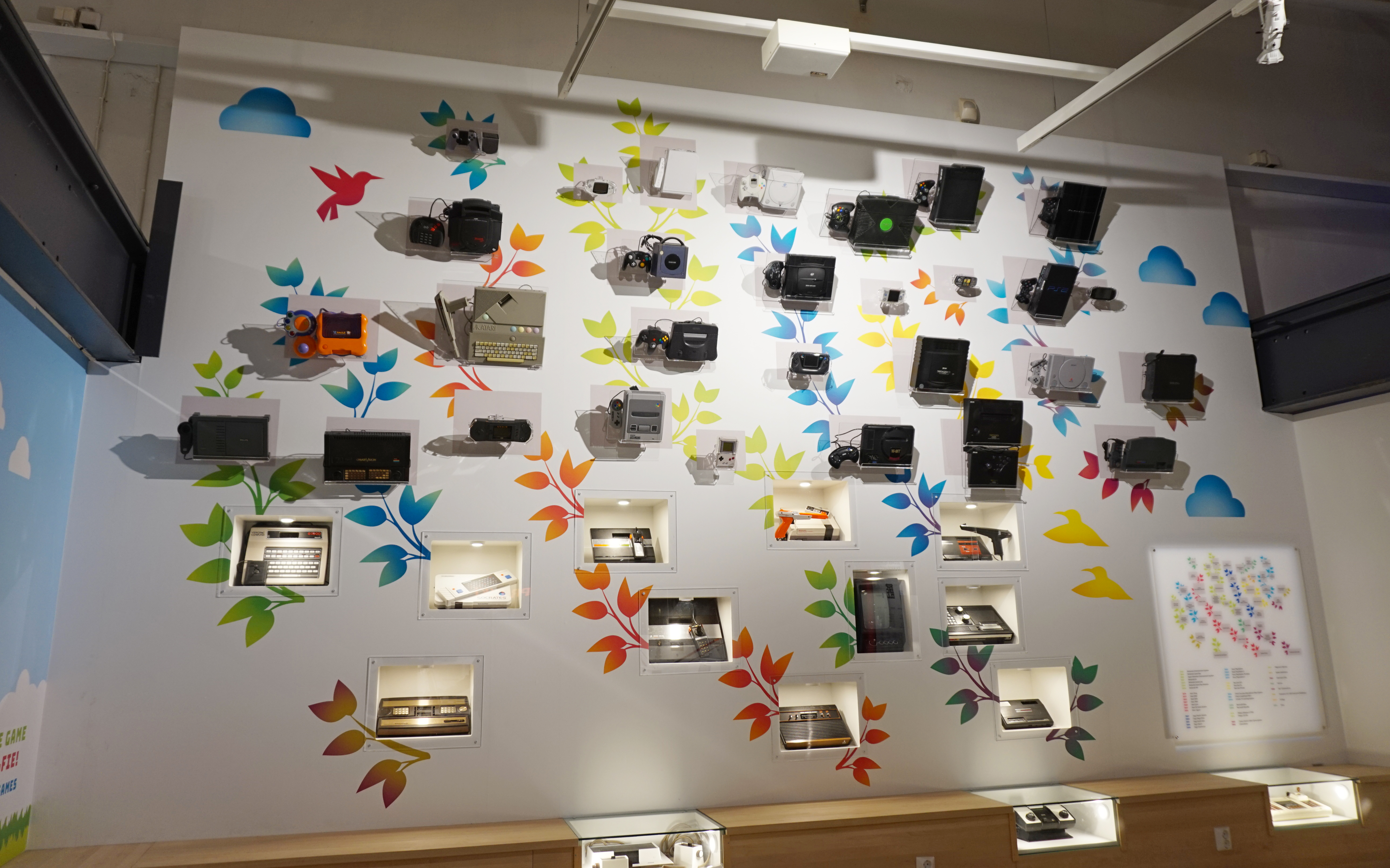
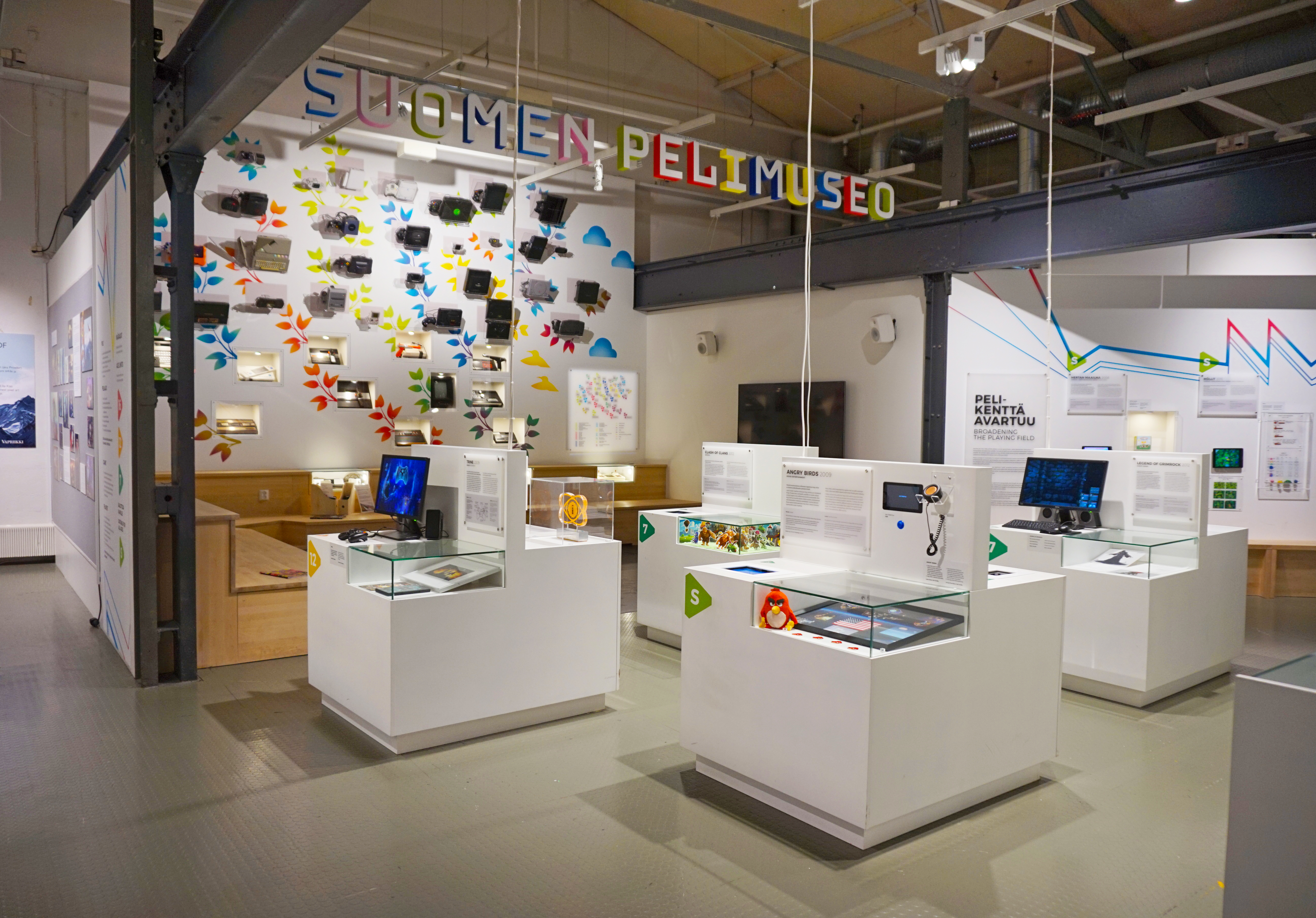